# Навсари
Навса́ри (англ. Navsari, гудж. નવસારી) — город и муниципалитет в юго-восточной части индийского штата Гуджарат. Административный центр округа Навсари.

## География
Расположен в 37 км к югу от города Сурат; на высоте 8 м над уровнем моря, в нескольких километрах от места впадения реки Пурна в Камбейский залив. На территории города имеются 2 озера: Дудхья-Талав и Шарбатья-Талав.

## Население
По данным переписи 2011 года население города составляет 163 000 человек; по данным прошлой переписи 2001 года оно насчитывало 134 009 человек. Основной язык населения — гуджарати; распространены также хинди и маратхи.

## Транспорт
Ближайший к Навсари пассажирский аэропорт находится в Сурате, а ближайший международный аэропорт — в Мумбаи. Город расположен на железнодорожной ветке Дели — Мумбаи, которая является одной из наиболее загруженных в Индии. Через Навсари проходят национальные шоссе № 8 и № 228.

## Известные уроженцы
В Навсари родился один из отцов индустриализации Индии, Джамеджи Тата.